# Spokane Shadow
El Spokane Shadow fue un equipo de fútbol de los Estados Unidos que alguna vez jugó en la USL Premier Development League, la cuarta liga de fútbol en importancia en el país.

## Historia
Fue fundado en el año 1996 en la ciudad de Spokane, Washington y en su primera temporada lograron ganar el título divisional, aunque fueron eliminados en la final divisional. Mantuvo el dominio en su división por las siguientes dos temporadas en la USISL PDSL hasta su reestructuración en 1999 por la actual USL Premier Development League.
Fue uno de los clubes más fuertes del noroeste del país, peleando los primeros lugares de la división y un participante recurrente en los playoffs, logrando un título divisional en 2003 y a excepción de las temporadas 2001 y 2005, siempre clasificaron a la pos-temporada. También llegaron a participar en la US Open Cup en 2 ocasiones, donde su mejor participación fue en 1999 al avanzar hasta la segunda ronda.
El club desapareció al finalizar la temporada 2005 luego de que la USL Premier Development League determinara que el Joe Albi Stadium, sede del club con césped artificial, fue declarada insegura para jugar en la cuarta categoría, por lo que el Tacoma FC tomó su lugar en la liga.

## Palmarés
- USL PDL Western Conference: 1

1999
- USL PDL Northwest Division: 1

2003
- USISL PDSL Northwest Division: 2

1997, 1998
- USISL Premier League Western-Northern Division: 1

1996

## Temporadas
| Año  | División | Liga          | Temporada Regular     | Playoffs                 | US Open Cup  |
| ---- | -------- | ------------- | --------------------- | ------------------------ | ------------ |
| 1996 | 4        | USISL Premier | 1.º, Western Northern | Final Divisional         | No clasificó |
| 1997 | 4        | USISL PDSL    | 1.º, Northwest        | Cuartos de final         | No clasificó |
| 1998 | 4        | USISL PDSL    | 1.º, Northwest        | Semifinal Divisional     | No clasificó |
| 1999 | 4        | USL PDL       | 2.º, Northwest        | Finalista                | 2.ª Ronda    |
| 2000 | 4        | USL PDL       | 2.º, Northwest        | Semifinal de Conferencia | No clasificó |
| 2001 | 4        | USL PDL       | 3.ª, Northwest        | No clasificó             | No clasificó |
| 2002 | 4        | USL PDL       | 2.º, Northwest        | Semifinal de Conferencia | No clasificó |
| 2003 | 4        | USL PDL       | 1.º, Northwest        | Semifinal de Conferencia | No clasificó |
| 2004 | 4        | USL PDL       | 2.º, Northwest        | Semifinal de Conferencia | 1.ª ronda    |
| 2005 | 4        | USL PDL       | 2.º, Northwest        | No clasificó             | No clasificó |

## Entrenadores
- Einar Thorarinsson (1995-1996)
- Sean Bushéy (1997-1999)
- Stuart Saunders (2004-2005)

## Jugadores

### Jugadores destacados
| - Chuck Codd - Brian Ching | - Troy Ready - Craig Waibel | - Austin Washington - Joshua Hill |